# Internationale Filmfestspiele Berlin 1975
Die Internationalen Filmfestspiele Berlin 1975 fanden vom 27. Juni bis zum 8. Juli 1975 statt.
In diesem Jahr wurde die Berlinale 25 Jahre alt und feierte silbernes Jubiläum. Nach jahrelangem Ringen um die Teilnahme der DDR an der Berlinale sagte das Ministerium für Kultur der DDR erstmals einer Teilnahme von Filmen aus der DDR zu. Frank Beyer nahm mit der Verfilmung des Romans Jakob der Lügner von Jurek Becker im Wettbewerb des Festivals teil.

## Wettbewerb
Folgende Filme wurden im Wettbewerb der Berlinale 1975 gezeigt:
| Filmtitel                             | Regisseur                                                                                   | Produktionsland       | Darsteller (Auswahl)                                                  |
| Adoption                              | Márta Mészáros                                                                              | Ungarn                |                                                                       |
| Eiszeit                               | Peter Zadek                                                                                 | Deutschland, Norwegen | Heinz Bennent, Hannelore Hoger, Ulrich Wildgruber                     |
| Eine fantastische Komödie             | Ion Popescu-Gopo                                                                            | Rumänien              |                                                                       |
| Gangsterfilm                          | Lars G. Thelestam                                                                           | Schweden              | Per Oscarsson                                                         |
| Das große Haus                        | Francisco Rodríguez Gordillo                                                                | Spanien               |                                                                       |
| In der Fremde                         | Sohrab Shahid Saless                                                                        | Deutschland, Iran     |                                                                       |
| Hass kennt keine Nachsaison           | Alan Bridges                                                                                | Großbritannien        | Vanessa Redgrave, Cliff Robertson                                     |
| Hundert Tage nach der Kindheit        | Sergei Solowjow                                                                             | Sowjetunion           |                                                                       |
| Jakob der Lügner                      | Frank Beyer                                                                                 | DDR                   | Vlastimil Brodský, Erwin Geschonneck, Henry Hübchen                   |
| John Glückstadt                       | Ulf Miehe                                                                                   | Deutschland           | Dieter Laser, Marie-Christine Barrault, Johannes Schaaf               |
| Lass uns allein                       | Ernst Johansen, Lasse Nielsen                                                               | Dänemark              |                                                                       |
| Die letzte Nacht des Boris Gruschenko | Woody Allen                                                                                 | USA                   | Woody Allen, Diane Keaton                                             |
| Liebestanz unter Ulmen                | Gianluigi Calderone                                                                         | Italien               |                                                                       |
| Lily, liebe mich                      | Maurice Dugowson                                                                            | Frankreich            | Zouzou, Jean-Michel Folon, Patrick Dewaere, Jean-Pierre Bisson, Rufus |
| Männer des Gesetzes                   | Kirk Douglas                                                                                | USA                   | Kirk Douglas, Bruce Dern                                              |
| Mordgelüste                           | Yves Boisset                                                                                | Frankreich            |                                                                       |
| Overlord                              | Stuart Cooper                                                                               | Großbritannien        | Brian Stirner                                                         |
| Quartalsbilanz                        | Krzysztof Zanussi                                                                           | Polen                 | Maja Komorowska                                                       |
| Samna                                 | Jabbar Patel                                                                                | Indien                | Mohan Agashe, Shreeram Lagoo, Nilu Phule                              |
| Sandakan, Haus Nr. 8                  | Kei Kumai                                                                                   | Japan                 | Komaki Kurihara                                                       |
| Verspielte Nächte und Tage            | Paolo Nuzzi                                                                                 | Italien, Frankreich   | Aldo Maccione, Agostina Belli, Andréa Ferréol                         |
| Wer den goldenen Boden sucht          | Jiří Menzel                                                                                 | Tschechoslowakei      |                                                                       |
| Zwaarmoedige verhalen                 | Ernie Damen, Bas van der Lecq, Guido Pieters, Nouchka van Brakel (Episodenfilm in 4 Teilen) | Niederlande           |                                                                       |

## Internationale Jury
Jury-Präsidentin war in diesem Jahr die Britin Sylvia Syms. Sie stand folgender Jury vor: Henry Chapier (Frankreich), Else Goelz (Deutschland), Albert J. Johnson (USA), Rostislaw Jurenew (UdSSR), Carlo Martins (Brasilien), Ottokar Runze (Deutschland) und S. Sukhdev (Indien).

## Preisträger
- Goldener Bär: Adoption
- Silberne Bären:
  - Overlord (Spezialpreis der Jury)
  - Mordgelüste (Spezialpreis der Jury)
  - Sergei Solowjow (Beste Regie)
  - Kinuyo Tanaka in Sandakan, Haus Nr. 8 (Beste Darstellerin)
  - Vlastimil Brodský in Jakob der Lügner (Bester Darsteller)
  - Woody Allen (Gesamtwerk)

## Weitere Preise
- FIPRESCI-Preis (Wettbewerb): In der Fremde von Sohrab Shahid Saless
- FIPRESCI-Preis (Forum): Chorus von Mrinal Sen
- Interfilm-Preis (Forum): Lina Braake von Bernhard Sinkel und Der Wanderschauspieler von Theo Angelopoulos